# Сідар-Парк (Техас)
Сідар-Парк (англ. Cedar Park) — місто (англ. city) в США, в округах Вільямсон і Тревіс штату Техас. Населення — 77 595 осіб (2020).

## Географія
Сідар-Парк розташований за координатами 30°30′53″ пн. ш. 97°49′3″ зх. д. / 30.51472° пн. ш. 97.81750° зх. д. (30.514738, -97.817380).  За даними Бюро перепису населення США в 2010 році місто мало площу 59,63 км², з яких 59,17 км² — суходіл та 0,46 км² — водойми. В 2017 році площа становила 66,16 км², з яких 65,65 км² — суходіл та 0,51 км² — водойми.

## Демографія
Згідно з переписом 2010 року, у місті мешкало 48 937 осіб у 17 817 домогосподарствах у складі 12 926 родин. Густота населення становила 821 особа/км².  Було 18726 помешкань (314/км²).
Расовий склад населення:
| - 81,4 % — білих - 5,1 % — азіатів - 4,3 % — чорних або афроамериканців - 0,5 % — корінних американців - 0,1 % — вихідців з тихоокеанських островів - 5,3 % — осіб інших рас |

До двох чи більше рас належало 3,4 %. Частка іспаномовних становила 19,0 % від усіх жителів.
За віковим діапазоном населення розподілялося таким чином: 30,4 % — особи молодші 18 років, 62,9 % — особи у віці 18—64 років, 6,7 % — особи у віці 65 років та старші. Медіана віку мешканця становила 33,4 року. На 100 осіб жіночої статі у місті припадало 94,6 чоловіків;  на 100 жінок у віці від 18 років та старших — 90,4 чоловіків також старших 18 років.
Середній дохід на одне домашнє господарство  становив 97 695 доларів США (медіана — 82 311), а середній дохід на одну сім'ю — 109 844 долари (медіана — 97 522). Медіана доходів становила 69 743 долари для чоловіків та 46 671 долар для жінок. За межею бідності перебувало 4,9 % осіб, у тому числі 5,3 % дітей у віці до 18 років та 5,4 % осіб у віці 65 років та старших.
Цивільне працевлаштоване населення становило 30 507 осіб. Основні галузі зайнятості: освіта, охорона здоров'я та соціальна допомога — 21,2 %, науковці, спеціалісти, менеджери — 16,6 %, роздрібна торгівля — 13,8 %.